# Asota sumbana
Asota sumbana là một loài bướm đêm trong họ Erebidae.